# Plácido Zuloaga
Pour les articles homonymes, voir Zuloaga.
Plácido Maria Martin Zuloaga y Zuloaga, né le 5 octobre 1834 à Madrid et mort le 1er juillet 1910 dans la même ville, est un sculpteur et métallurgiste espagnol. Il est connu pour le perfectionnement du damasquinage, une technique qui consiste à incruster de l'or, de l'argent et d'autres métaux dans une surface de fer, créant ainsi un effet décoratif complexe. Il expose ses œuvres d'art dans des foires internationales et a été récompensé par de nombreux prix. Zuloaga est issu d'une famille de métallurgistes basques. Il est le fils du pionnier du damasquinage Eusebio Zuloaga, le demi-frère du peintre et céramiste Daniel Zuloaga, et le père du peintre Ignacio Zuloaga. Pendant longtemps, il réalise des œuvres d'art pour le collectionneur anglais Alfred Morrison. Beaucoup de ces objets font aujourd'hui partie de la collection privée de l'érudit et philanthrope britanno-iranien Nasser D. Khalili.

## Jeunesse
Plácido Zuloaga naît en 1834 à Madrid d'Eusebio et d'Antonia Zuloaga. Son père est le directeur de l'armurerie royale espagnole et un pionnier du damasquinage. La famille Zuloaga était basée à Eibar et produisait des armements dès 1596. Plácido apprend dans l'atelier de son père dès son plus jeune âge. À quatorze ans, il visite Paris où il apprend auprès de l'armurier Lepage. À Dresde, il étudie auprès d'Antoine-Louis Barye et de Jean-Baptiste Carpeaux. En 1867, son père le laisse prendre la direction de l'usine familiale d'Eibar. On pense qu'il avait déjà exécuté les commandes de son père depuis une dizaine d'années. Les commandes royales de l'atelier prennent fin en 1868 lorsque la reine est exilée et qu'Eusebio perd sa position dans la maison royale. Plácido contacte le collectionneur d'art anglais Alfred Morrison, héritier d'une fortune dans le textile, qu'il avait rencontré à l'Exposition internationale de 1862 à South Kensington. Pendant vingt ans, Zuloaga et son atelier travaillent presque exclusivement pour Morrison, adaptant l'usine pour fabriquer des œuvres d'art damasquinées plutôt que des armements. De 1860 à 1890, Zuloaga forme plus de 200 artistes au damasquinage.

## Travaux
Beaucoup d'œuvres de Zuloaga sont si complexes qu'elles ne peuvent être réalisées par une seule personne. Il dirige une équipe d'artisans spécialisés réalisent ses dessins, chaque objet étant produit par huit à douze personnes. Le damasquinage consiste à entailler la surface du fer, puis à presser un fil d'or fin et à chauffer la surface pour que l'or prenne une forme solide. Alors que le damasquinage moderne utilise la gravure à l'acide pour créer les indentations, Zuloaga et son atelier le font avec des outils à main. Zuloaga travaille à une époque où l'or est relativement abondant, et ses travaux en font un plus grand usage que le damasquinage espagnol ultérieur. Ses objets sont si délicats qu'ils seraient endommagés par une utilisation ordinaire comme récipients. L'objectif de Zuloaga est la beauté plutôt que l'utilité pratique.

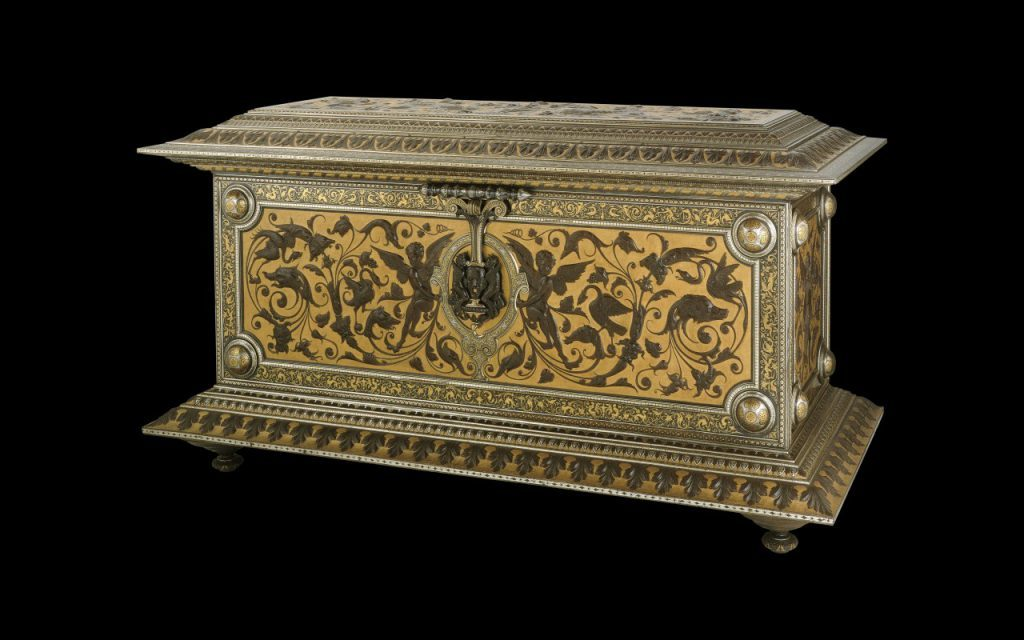
Le cercueil Fonthill: cassone en fer forgé, 1871

Plus d'une centaine de pièces de ferronnerie damasquinée espagnole, dont 22 signées par Zuloaga, sont rassemblées par l'érudit et philanthrope britanno-iranien Nasser D. Khalili, formant ainsi la Collection Khalili de ferronnerie damasquinée espagnole; parmi celles-ci se trouve le Cercueil de Fonthill, un cassone en fer de 201 centimètres de large (79 pouces) avec damasquinage d'or et d'argent, décoré d'émail noir. Son objectif artistique et décoratif est révélé par le fait qu'il est minutieusement décoré à l'intérieur comme à l'extérieur. Commandé par Alfred Morrison, il tire son nom du manoir de Fonthill, la maison familiale de Morrison. Zuloaga et ses spécialistes mettent deux ans à construire le cercueil, qui est décrit en 1879 comme "un triomphe de l'artisanat". Morrison commande également une paire d'urnes en forme d'amphore, de 108 centimètres de haut, datant de 1878, dont le style imite les vases médiévaux de l'Alhambra. Recouverte d'un décor hispano-arabe complexe, probablement tirée de gravures contemporaines d'un vase spécifique de l'Alhambra, elles ont été exposées à Paris avant d'être livrées à Morrison.
Un bureau datant de 1884-1885 comporte 44 tiroirs dans un coffret en bois, chacun avec des motifs floraux émaillés et un tire-bouton en métal damasqué. N'étant pas lui-même menuisier, Zuloaga aurait sous-traité la préparation du bois et le placage. Un sanctuaire en fer de 47,3 centimètres de haut (18,6 pouces) datant de 1880 rappelle l'architecture gothique dans sa forme générale, mais la décoration complexe en damasquinage est plus évocatrice de l'Art Nouveau. Il contient une figure de la Vierge et de l'Enfant en argent coulé, de style gothique. Parmi les autres objets signés par Zuloaga figurent un revolver et des tabatières, des cercueils et des récipients de diverses dimensions.
Vers 1872, l'atelier de Zuloaga est chargé de réaliser le sarcophage monumental du général Juan Prim . Les travaux commencent à Eibar, mais en raison de la guerre civile de 1873, il déplace son atelier de l'autre côté de la frontière à Saint-Jean-de-Luz en France où les travaux sont achevés. La tombe de Prim se trouve aujourd'hui au cimetière de Reus. Vers 1900, Zuloaga est chargé par la Compagnie de Jésus de construire un autel pour le Sanctuaire de Saint-Ignace à Loyola. C'est le dernier grand projet qu'il réalise, parfois qualifiée d'œuvre "posthume", bien qu'en fait l'autel ait été achevé et installé à Loyola en 1909 alors qu'il est encore en vie. Elle a depuis été décrite comme "l'une des plus grandes œuvres ... qui ont été produits à Eibar. " 

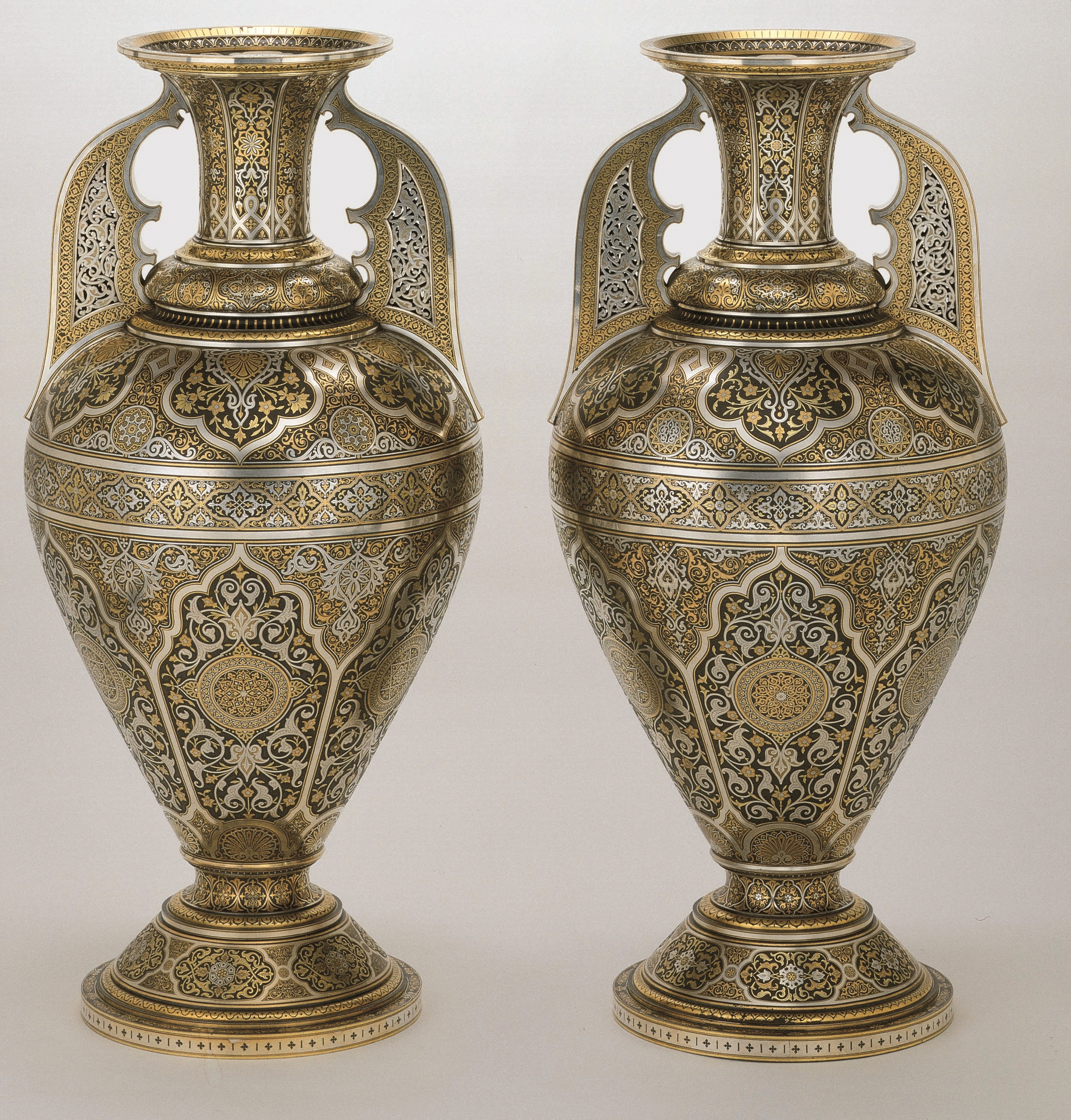
Paire d'urnes en fer, avant 1878
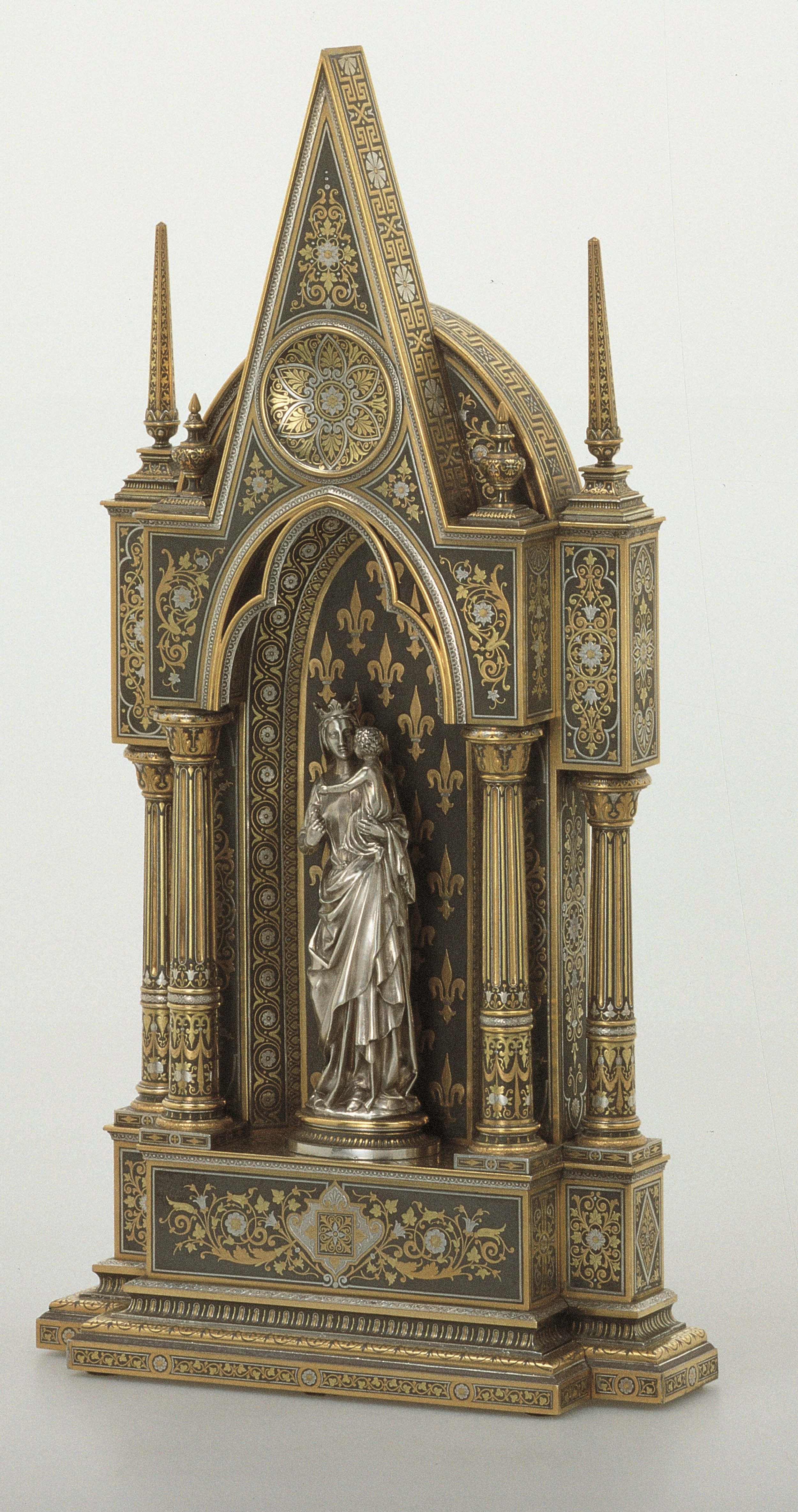
Sanctuaire de fer avec vierge et enfant, 1880
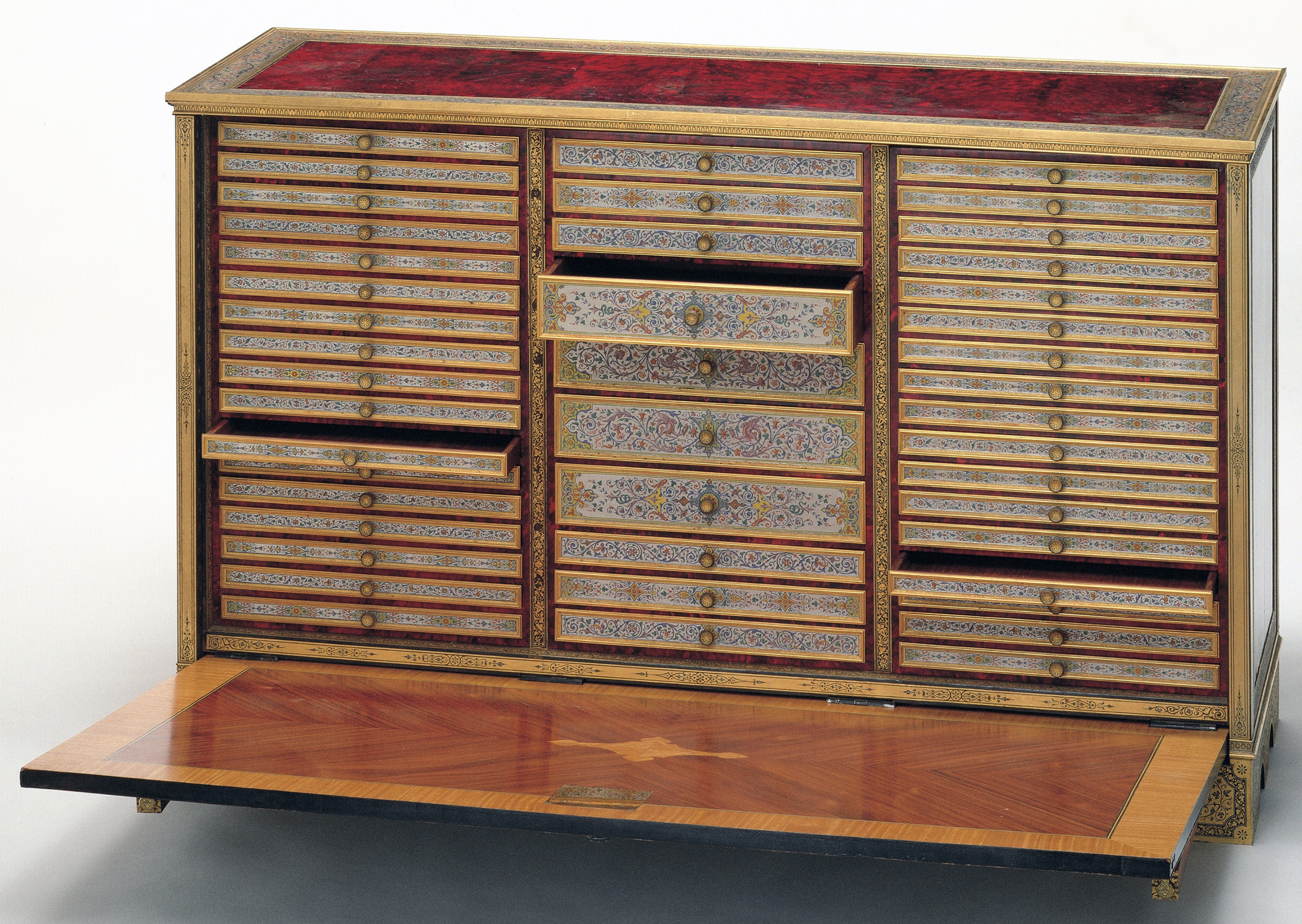
Bureau d'écriture ou de documentation, 1884-1885

## Vie privée
Avec sa première épouse Lucía Zamora y Zabaleta, il a dix enfants, dont cinq atteignent l'âge adulte, dont Ignacio Zuloaga, qui devient un peintre renommé. Après la mort de Lucía en 1900, il épouse Francisca Gil y Lete.

## Reconnaissance et héritage

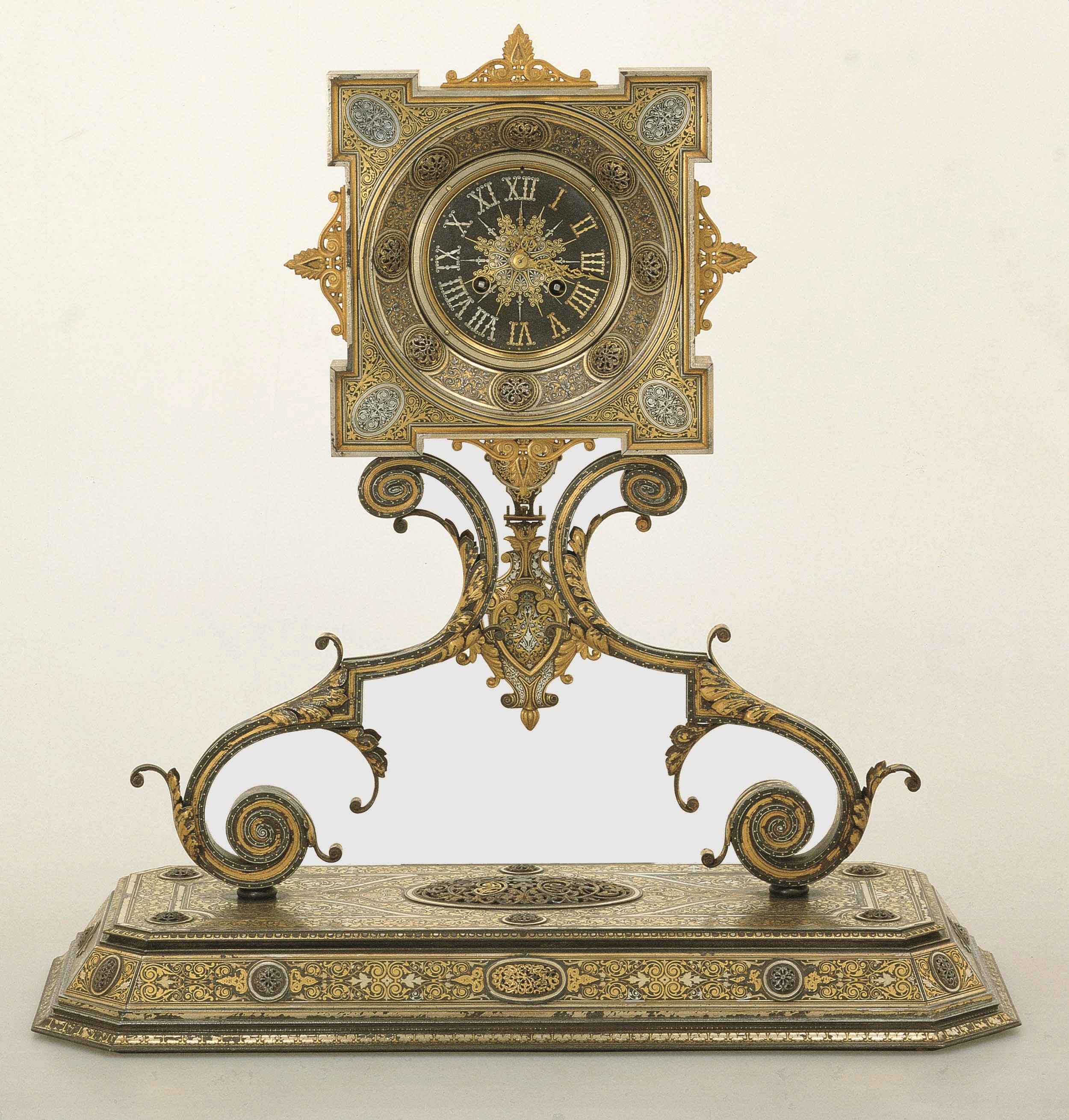
Horloge de table en fer, vers 1880

Plácido Zuloaga meurt à Madrid à l'âge de 76 ans le 1er juillet 1910 et est inhumé au cimetière de Canillejas. Plusieurs de ses stagiaires demeurent des artistes reconnus, et Eibar continue à être le centre de la production damascène espagnole jusqu'à la guerre civile espagnole.
Au cours de sa vie, Zuloaga est fait officier de la Légion d'honneur française, Chevalier Commandeur de l' Ordre d'Isabel la Catholique, Chevalier de la Grande Croix de Charles III, Chevalier de la Grande Croix du Lion et de l'Épée de Suède, Croix de Le roi Léopold de Belgique, chevalier de l'ordre portugais de Saint-Jacques, grand-croix de Santiago du Portugal et chevalier de l'ordre de Marie-Thérèse d'Autriche . Il remporte de nombreuses médailles d'or et d'argent aux expositions nationales et internationales.
La réception critique de l'art de Zuloaga, et du travail du métal damasquiné espagnol en général, a beaucoup changé avec le temps. En 1872, le Keeper of Art Collections du South Kensington Museum (rebaptisé plus tard le Victoria and Albert Museum ) a écrit qu'un vase Léonard Morel-Ladeuil décoré par Zuloaga «sera considéré comme l'une des plus grandes productions artistiques du siècle». Un article de 1879 disait que ses œuvres faisaient preuve d'une patience et d'un effort qui "font entrer dans une ère où le producteur de beaux-arts se consacrait uniquement à la cause de son métier, en dehors des considérations commerciales de temps, d'ennuis et de dépenses". Les critiques d'art du début du XXe siècle ont porté un regard plus négatif sur les œuvres de la famille Zuloaga, mais une nouvelle vague d'intérêt et d'appréciation critique est apparue dans les dernières décennies de ce siècle. Nasser Khalili, qui écrit que "l'Espagne [a] toujours été à la pointe de l'Occident en ce qui concerne la beauté et la qualité de sa production de produits damassés", décrit Zuloaga comme "le damasqueur suprême de [sa] famille".

## Expositions

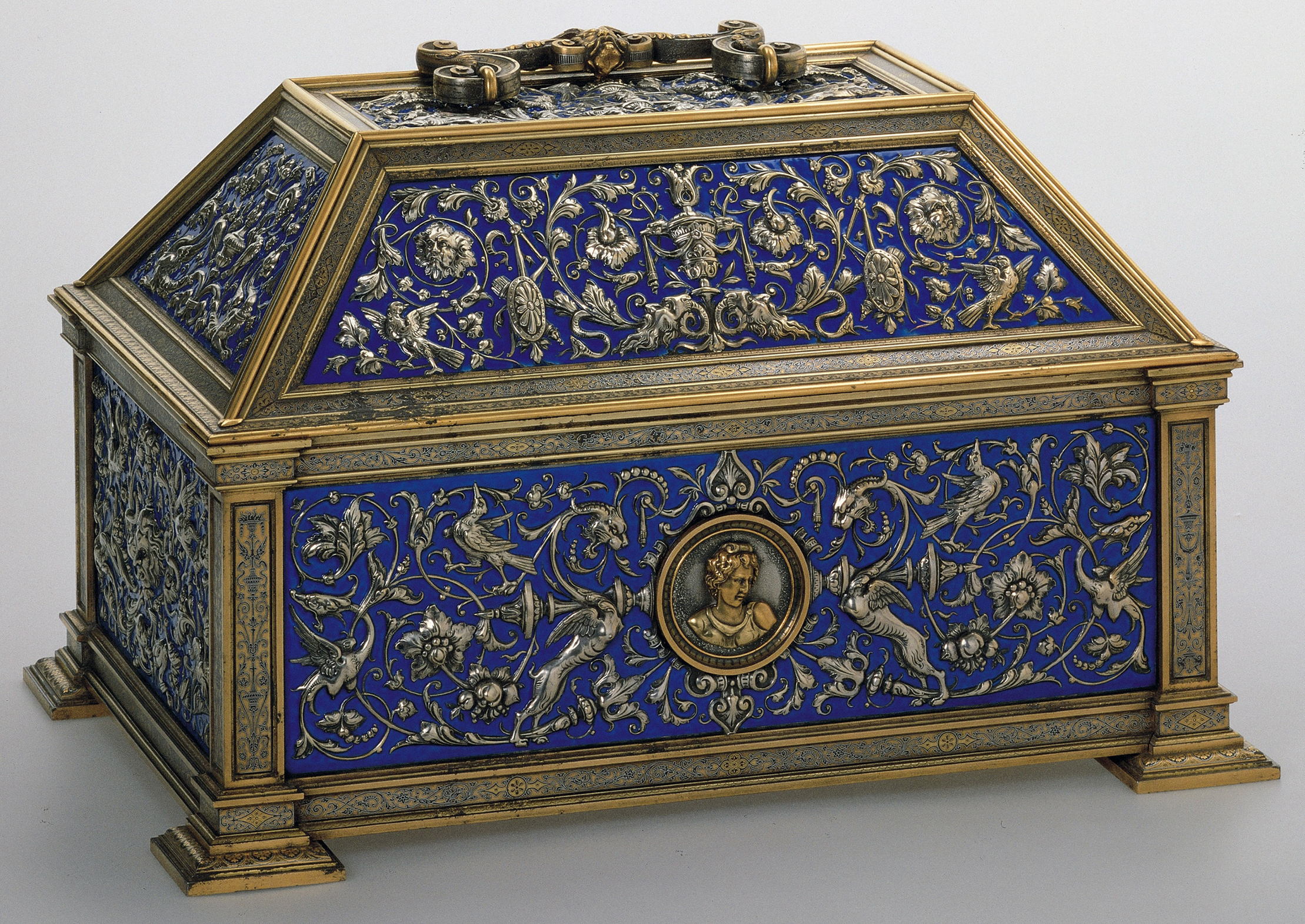
Coffret en bronze doré et émaillé, 1891–1892

Zuloaga a exposé ses travaux à l'Exposition internationale de Paris de 1855 (où il a reçu une médaille d'honneur)  et aux expositions internationales de Madrid et de Bruxelles de 1856, puis à la grande exposition de Londres de 1862.
Plus récemment, les expositions suivantes ont présenté son travail :
Plácido Zuloaga: trésors espagnols de la collection Khalili
- Mai 1997 - janvier 1998 Victoria and Albert Museum, Londres, Royaume-Uni

El Arte y Tradición de los Zuloaga : Damasquinado Español de la Colección Khalili
- Mai - août 2000 Museo de Bellas Artes, Bilbao, Espagne
- Février - avril 2001 Palais de l'Alhambra, Grenade, Espagne
- Mai - septembre 2001 Real Fundacion de Toledo, Toledo, Espagne

Plácido Zuloaga : Meisterwerke in gold, silber und eisen damaszener–schmiedekunst aus der Khalili-Sammlung
- Avril - août 2003 Musée Roemer und Pelizaeus, Hildesheim, Allemagne

Metal Magic : Spanish Treasures from the Khalili Collection
- Novembre 2011 - avril 2012 Auberge de Provence, La Valette, Malte